# Innova Holding
Die innova Versicherungen AG ist ein unabhängiger, in der Schweiz tätiger Personenversicherer. Die innova Holding AG hält 100 Prozent des Aktienkapitals der nicht börsenkotierten innova Versicherungen AG sowie eine Minderheitsbeteiligung an centris AG. Alleinaktionärin der innova Holding AG ist die innova Stiftung mit Sitz in Muri bei Bern. Das Unternehmen entstand 1999 aus dem Zusammenschluss der Berner Kuko Krankenkasse und der beiden kleineren Ostschweizer Versicherer Bodensee-Krankenkasse Arbon (BSK) und KK Märstetten.
Das Versicherungsangebot umfasst Krankenzusatz- sowie Krankentaggeld- und Unfallversicherungen für Mikro- und Kleinunternehmen. Über 69‘000 Privatkunden und über 9‘000 Unternehmen mit über 45'000 Versicherten sind dort versichert. Am Hauptsitz in Muri bei Bern-Gümligen beschäftigt das Unternehmen knapp 80 Mitarbeitende.